# Gega Point
Gega Point är en udde i Antarktis. Den ligger i Västantarktis. Argentina, Chile och Storbritannien gör anspråk på området.
Terrängen inåt land är kuperad åt nordost, men åt nordväst är den platt.  Trakten är obefolkad. Det finns inga samhällen i närheten.